# St. Nikolaus (Daun)

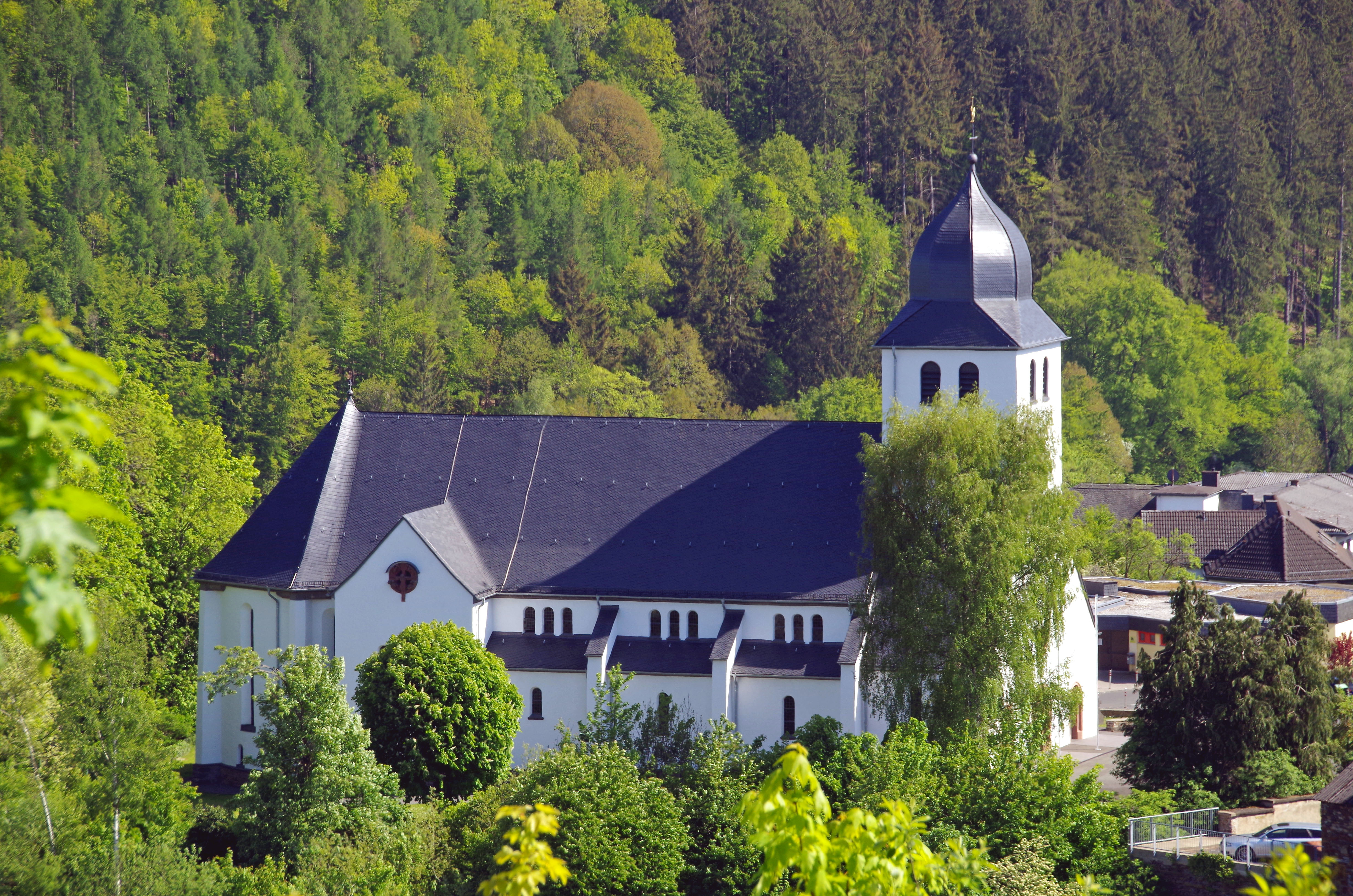
St. Nikolaus (Daun) von Norden

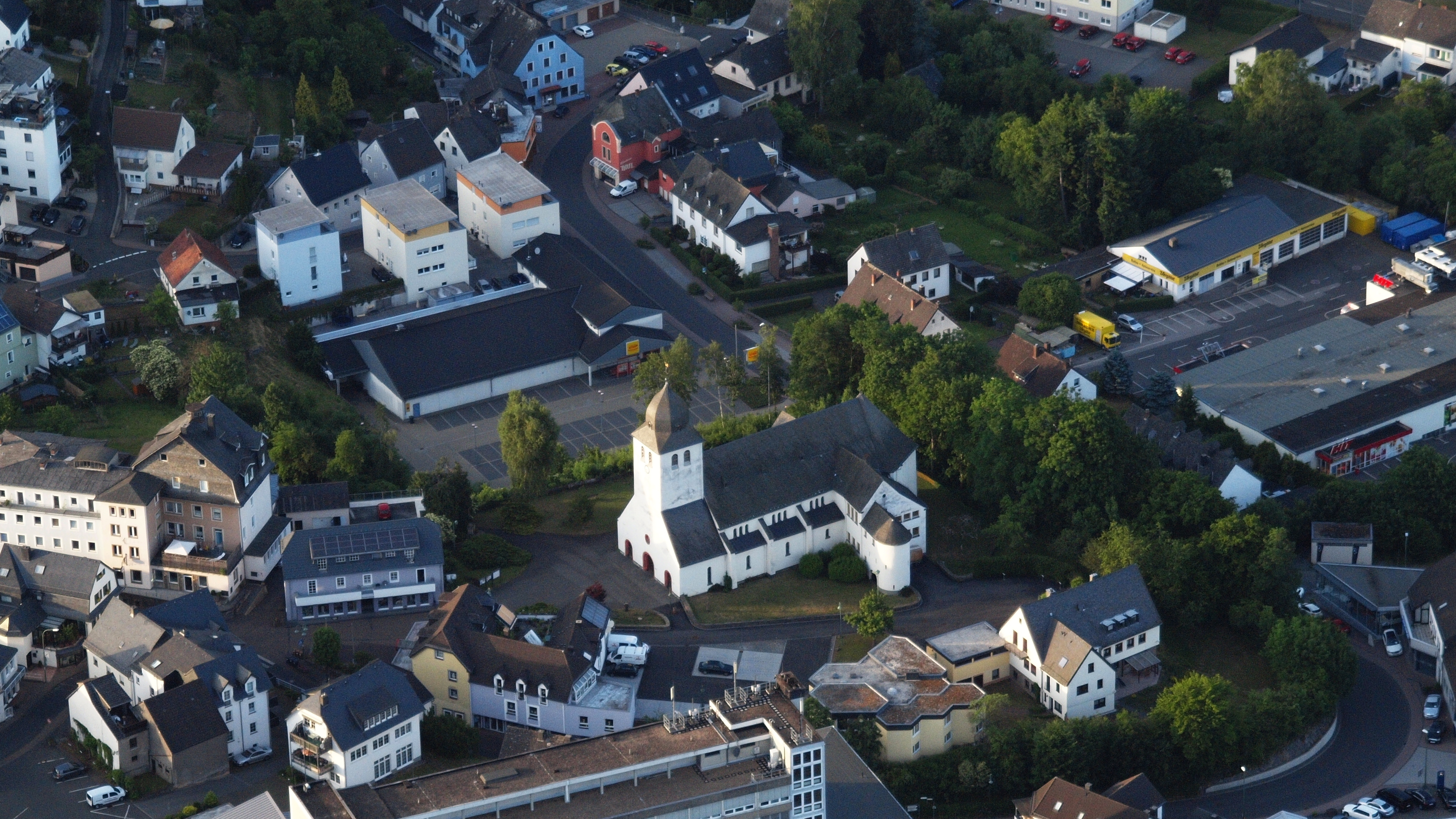
Daun, St. Nikolaus, Luftaufnahme (2015)

Die katholische Pfarrkirche St. Nikolaus ist ein denkmalgeschütztes Kirchengebäude in Daun.

## Geschichte

### Mittelalter
Vom Ende des 11. bis Anfang des 12. Jahrhunderts wurde die Kirche als dreischiffige, flachgedeckte Pfeilerbasilika errichtet. In der Mitte des 13. Jahrhunderts wurde die halbrunde Apsis durch einen fünfseitigen gotischen Chorschluss über einer Krypta ersetzt. Chorquadrat und Nebenchöre wurden gewölbt, das Westportal erweitert. In der zweiten Hälfte des 15. Jahrhunderts wurde das Mittelschiff gewölbt und 1486 die Sakristei vollendet. Das Chorquadrat wurde mit den Nebenchören verbunden und die Seitenschiffe bis zur Turmfront vorgezogen.

### Frühe Neuzeit und Neuzeit
1679 im pfälzischen Krieg wurden Ort und Kirche niedergebrannt. Die Ruine nutzte man als Stall. In der ersten Hälfte des 18. Jahrhunderts wurde das Gebäude wieder aufgebaut. Anfang des 19. Jahrhunderts wurde der Turm um drei Meter gekürzt und mit einer niedrigen Haube ausgestattet. Im Zweiten Weltkrieg wurde das Gebäude bis auf Teile des Turms und die Krypta zerstört. Von 1946 bis 1949 wurde die Kirche in Anlehnung an den romanischen Vorgängerbau wieder aufgebaut. Die Krypta wurde in den Neubau eingefügt. Bauleiter war der Kölner Dombaumeister Willy Weyres.
Im Innenraum ergänzen sich romanische und moderne Stilelemente. Die Kanzel stammt von Johannes Scherl aus Wittlich.